# József Babay
József Babay  (n. 28 noiembrie 1898, Nagyatád, județul Somogy, Ungaria – d. 19 iulie 1956, Budapesta, Republica Populară Ungară) a fost un scriitor, romancier, poet și dramaturg maghiar.